# 曼申
曼申（Mansion）是加勒比海岛国圣基茨和尼维斯岛屿圣基茨岛西海岸的一座城镇，行政上由基督教会尼古拉镇区管辖，位于塔伯纳克尔和其首府尼古拉镇之间。2010年時人口约834人。